# Eumenes rotundicollis
Eumenes rotundicollis är en stekelart som beskrevs av Cameron. Eumenes rotundicollis ingår i släktet krukmakargetingar, och familjen Eumenidae. Inga underarter finns listade i Catalogue of Life.